# Avon (Montana)
Avon és una concentració de població designada pel cens dels Estats Units a l'estat de Montana. Segons el cens del 2000 tenia 124 habitants.

## Demografia
Segons el cens del 2000, Avon tenia 124 habitants, 48 habitatges, i 28 famílies. La densitat de població era de 3,6 habitants per km².
Dels 48 habitatges en un 29,2% hi vivien nens de menys de 18 anys, en un 56,3% hi vivien parelles casades, en un 0% dones solteres, i en un 39,6% no eren unitats familiars. En el 35,4% dels habitatges hi vivien persones soles el 18,8% de les quals corresponia a persones de 65 anys o més que vivien soles. El nombre mitjà de persones vivint en cada habitatge era de 2,58 i el nombre mitjà de persones que vivien en cada família era de 3,52.
Per edats la població es repartia de la següent manera: un 33,9% tenia menys de 18 anys, un 4% entre 18 i 24, un 25% entre 25 i 44, un 25% de 45 a 60 i un 12,1% 65 anys o més.
L'edat mediana era de 39 anys. Per cada 100 dones de 18 o més anys hi havia 90,7 homes.
La renda mediana per habitatge era de 25.208 $ i la renda mediana per família de 25.625 $. Els homes tenien una renda mediana de 31.750 $ mentre que les dones 22.969 $. La renda per capita de la població era de 12.777 $. Aproximadament el 30,8% de les famílies i el 41,2% de la població estaven per davall del llindar de pobresa.

## Poblacions més properes
El següent diagrama mostra les poblacions més properes.